# Ahmad Hašání
Ahmad Hašání (arabsky أحمد الحشاني‎, francouzsky Ahmed Hachani; * 4. října 1956 Tunis) je tuniský politik, od srpna 2023 do srpna 2024 předseda vlády Tuniska.

## Životopis
Narodil se 4. října 1956 v Tunisu jako syn Thérèse Le Gall z Bretaně a Saláha Hašáního, důstojníka tuniské armády, který byl v roce 1963 popraven za účast na spiknutí proti prezidentovi Habíbu Burgibovi. Díky této skutečnosti nemohli příslušníci rodiny Hašání až do nástupu Zína Abidína bin Alího působit ve státní správě.
Hašání vystudoval lyceum Alaoui v Tunisu a poté pokračoval ve studiu na Právnické a politologické fakultě Tuniské univerzity v al-Manár, kterou absolvoval v roce 1983.
V roce 1986 nastoupil jako právník do Tuniské centrální banky a v roce 2011 byl povýšen na generálního ředitele pro lidské zdroje.

### Politická kariéra
Dne 1. srpna 2023 byl prezidentem Kaísem Saídem jmenován do funkce předsedy vlády. Ve funkci nahradil Nadžlu Búdan, který byl k témuž dni odvolán. 7. srpna 2024 byl Ahmad Hašání odvolán z funkce předsedy vlády, nahradil ho ministr sociálních věcí Kámil Madúrí.

## Názory
Hašání je obdivovatelem Tuniského bejliku. Mimo jiné se vyslovil pro zavedení konstituční monarchie, která dle jeho slov zabrání prezidentské či parlamentní diktatuře. Dodal také, že zavedením konstituční monarchie se země zbaví tribalismu a populismu.